# Joel Annmo

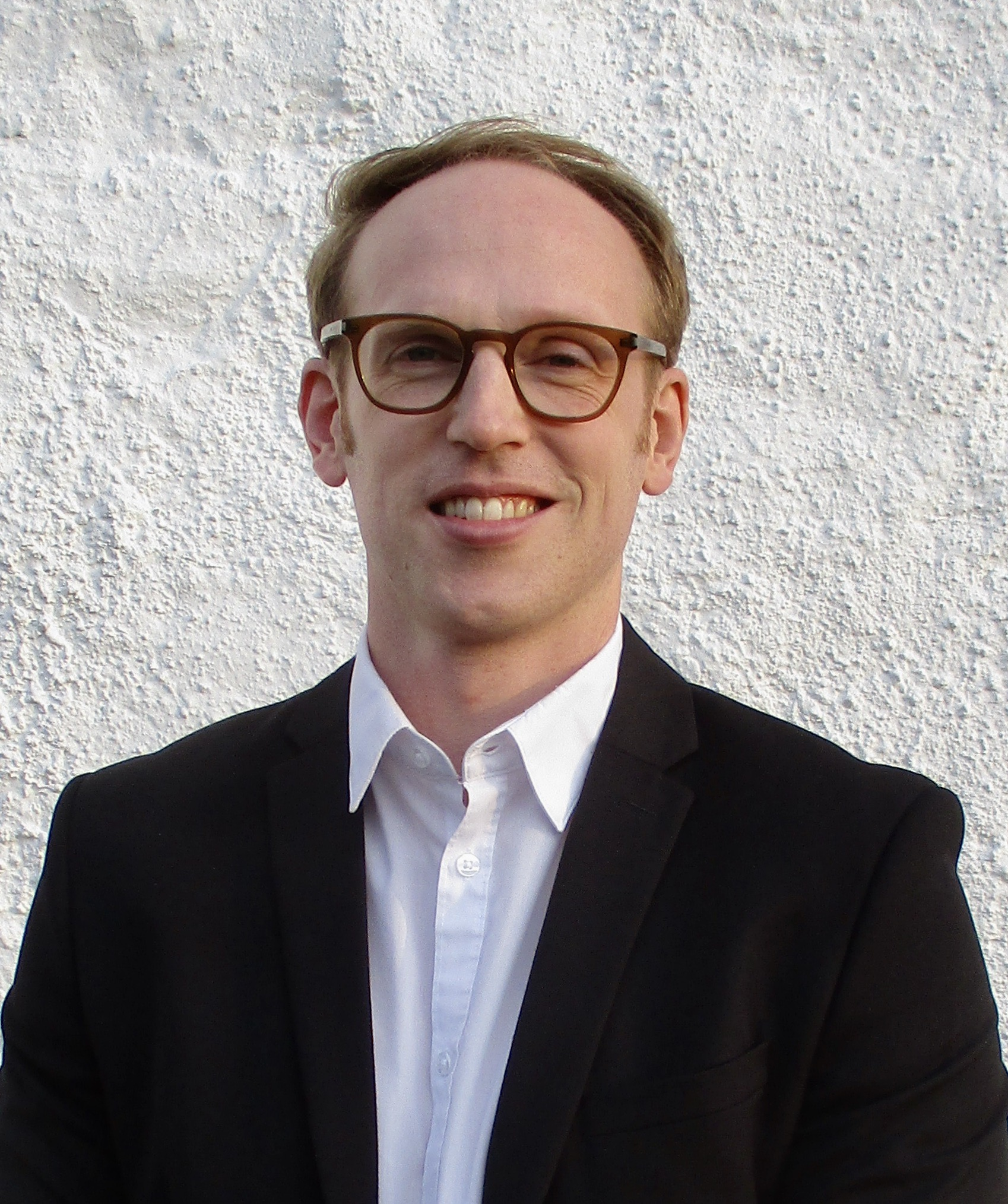
Joel Annmo vid Birgit Nilsson-dagarna 2021 – då han medverkade vid en operakonsert den 14 augusti 2021 i Västra Karups kyrka.

Joel Thomas Annmo, född 6 augusti 1987 i Sundbyberg, är en svensk operasångare (tenor). Han är verksam vid Kungliga Operan i Stockholm.
Han har studerat vid Musikkonservatoriet i Falun och utexaminerades 2011 från Operahögskolan i Stockholm. Därefter har han studerat vid Vocal Arts i Nürnberg. Han har tilldelats stipendium från bland annat Kungliga Musikaliska Akademien 2009, Christina Nilsson-stipendiet 2010 och Anders Walls Giresta Stipendium 2011.
Joel Annmo vann 2014 The Luciano Pavarotti Giovani Award för bästa manliga sångröst vid den internationella tävlingen Gian Battista Viotti Competition för unga operasångare. År 2018 tilldelades han Håkan Mogrens stipendium ”för och till insatser för mänskligt välbefinnande”. År 2019 tilldelades han Birgit Nilsson-stipendiet.
Joel Annmo är son till Thomas Annmo.